# Janszky Adolf
Janszky Adolf (Zsombolya, 1840. december 1. – Budapest, 1898. november 28.) a Franklin Társulat irodafőnöke.

## Élete
Az alsó gimnáziumi osztályokat és a kereskedelmi iskolát Szegeden végezte. Tanulmányainak befejezése után Temesvárt kereskedelmi irodákban, majd a kereskedelmi és iparkamaránál mint segédtiszt, a kereskedelmi banknál mint könyvelő, a jelzálogbanknál mint főpénztárnok, az iparbanknál mint vezértitkár működött. 1872-ben a bécsi hitelbank meghívására a Budapesten alakult alkuszbanknál mint irodafőnök és főkönyvelő, 1873 októberétől pedig a Franklin Társulat irodalmi és nyomdai intézetben ugyanily minőségben nyert alkalmazást, ahol 1896 októberéig működött. Felesége Wenzliczke Mária volt. Elhunyt 1898. november hó 28-án, éjjel fél 2 órakor, életének 58., házasságának 31. évében. Örök nyugalomra helyezték 1898. november 30-án délután a római katolikus egyház szertartásai szerint a Kerepesi temetőben.

## Munkái
1. Kereskedelmi és ipar Czímkönyv. Temesvár, 1868. (A temesvári kereskedelmi kamara területéről, öt megyéről szerkesztve.)
2. Statistische Mittheilungen über die Österr.-Ungar. Werthpapiere, Wien, 1869.
3. Budapesti Czím- és Lakjegyzék. Hiteles adatok alapján. VI. évf. (Potoczky Pállal) 1890., VII. 1891., VIII. 1894., IX. 1896-1897. Budapest
4. Budapest tájékoztató kézikönyve. Székesfővárosi Kalauz és emlékkönyv az ezredéves kiállítás alkalmára. Hiteles adatok alapján szerkesztette. Bpest, 1896. (Rajzokkal. Két kiadás)